# Sench Amand de Belvés
Sench Amand de Belvés (en francès Saint-Amand-de-Belvès) és un municipi francès situat al departament de la Dordonya i a la regió de la Nova Aquitània.

## Demografia
| 1962                                       | 1968 | 1975 | 1982 | 1990 | 1999 | 2007 |
| ------------------------------------------ | ---- | ---- | ---- | ---- | ---- | ---- |
| 139                                        | 123  | 104  | 86   | 104  | 100  | 90   |
| Des de 1962: població sense dobles comptes |      |      |      |      |      |      |

## Administració
| Període   | Identitat           | Partit |
| --------- | ------------------- | ------ |
| 2001-2003 | Alain Collier       |        |
| 2003-     | Brigitte Pistolozzi |        |